# László Kleinheisler
László Kleinheisler (* 8. April 1994 in Kazincbarcika) ist ein ungarischer Fußballspieler.

## Karriere

### Verein
Kleinheisler spielte seit 2013 für die erste Mannschaft von Videoton FC. In seinem ersten Nemzeti-Bajnokság-Spiel erzielte er ein Tor. Da Videoton in der Vorsaison Vizemeister geworden war, war die Mannschaft für die 2. Qualifikationsrunde zur UEFA Europa League 2013/14. Hier scheiterten sie aber aufgrund der Auswärtstorregel am Sechsten der montenegrinischen Meisterschaft FK Mladost Podgorica. Kleinheisler wurde in beiden Spielen für die letzten zehn Minuten eingewechselt.
In der Saison 2014/15, in der Videoton ungarischer Meister wurde, wurde er nach elf Spielen an den Ligakonkurrenten Puskás Akadémia FC verliehen. Nach seiner Rückkehr kam er in der 2. Qualifikationsrunde zur UEFA Champions League 2015/16, für die Videoton als Meister qualifiziert war, nicht zum Einsatz. Auch in der Liga wurde Kleinheisler nicht mehr berücksichtigt.
Im Januar 2016 wechselte Kleinheisler nach einem erfolgreich absolviertem Probetraining in die Bundesliga zu Werder Bremen. Er unterschrieb einen bis Juni 2019 gültigen Vertrag. Er kam zu sechs Bundesligaeinsätzen und einem siebenminütigen Kurzeinsatz im Pokalhalbfinale gegen den FC Bayern München. In der Endphase des Abstiegskampfes kam Kleinheisler nicht mehr zum Einsatz.
Zur Saison 2016/17 wechselte Kleinheisler für ein Jahr auf Leihbasis zum Ligakonkurrenten SV Darmstadt 98. Dort erzielte er am 22. Oktober 2016, dem 8. Spieltag, beim 3:1-Heimsieg gegen den VfL Wolfsburg seinen ersten Bundesligatreffer. Aus Befürchtung, er könne in der Rückrunde weniger zum Einsatz kommen, wurde der Leihvertrag mit Darmstadt aufgelöst und Kleinheisler für die Rückrunde an Ferencváros Budapest ausgeliehen. Zur Saison 2017/18 verlieh ihn Werder Bremen an FK Astana; eine Kaufoption wurde nach zehn Pflichtspielen wirksam. Im Winter 2019 verpflichtete NK Osijek Kleinheisler. Dieser Wechsel erfolgte ablösefrei. Im Januar 2023 wechselte Kleinheisler zu Panathinaikos Athen. Nach 17 Einsätzen in der Super League kehrte er im Januar 2024 leihweise nach Kroatien zurück und wechselte zu Hajduk Split.
Zur Saison 2024/25 kehrte Kleinheisler wieder nach Athen zurück, wo er aber keine Rolle mehr spielte. Daraufhin wechselte er im Februar 2025 zum österreichischen Bundesligisten Grazer AK. Beim GAK konnte er sich aber nicht etablieren, insgesamt absolvierte er 13 Partien in der Bundesliga. Nach der Saison 2024/25 verließ er den Verein wieder.

### Nationalmannschaft
Bei seinem Debüt in der ungarischen Nationalmannschaft am 12. November 2015 beim ersten Spiel der Playoffs für die Europameisterschaft 2016 gegen Norwegen erzielte er das Tor zum 1:0-Sieg seiner Mannschaft. Auch beim 2:1 im Rückspiel in Budapest kam er zum Einsatz, mit dem sich Ungarn nach 44 Jahren wieder für eine EM-Endrunde qualifizierte.
Am 9. Mai 2016 wurde er in den vorläufigen EM-Kader berufen und dann auch für den endgültigen Kader berücksichtigt. Nach der Kadernominierung kam er im letzten Testspiel bei der 0:2-Niederlage gegen Weltmeister Deutschland zu einem 82-minütigen Einsatz. Bei der Fußball-Europameisterschaft 2016 gab Kleinheisler im Auftaktspiel Österreich – Ungarn die Vorlage zum 1:0 und wurde zum Man of the Match gewählt. Auch im zweiten Spiel gegen Island spielte er über 90 Minuten und wurde vom Kicker zusammen mit Ádám Nagy als bester Ungar bewertet. Nach vorzeitig erreichter Achtelfinalqualifikation wurde er im letzten Vorrundenspiel geschont, weil er mit einer Gelben Karte vorbelastet war. Unmittelbar vor dem K.-o.-Spiel gegen Belgien verletzte er sich jedoch und konnte nicht mitspielen. Das Team schied mit 0:4 aus.
Zur Fußball-Europameisterschaft 2021 wurde er in den ungarischen Kader berufen, kam aber mit diesem nicht über die Gruppenphase hinaus.
Im Mai 2024 wurde er von Marco Rossi in den Ungarischen Kader für die Fußball-Europameisterschaft 2024 berufen.

## Erfolge
- Kasachischer Meister: 2017, 2018